# Sigurður Jónsson (Schwimmer, 1922)
Sigurður Jónsson (* 20. Dezember 1922 in Reykjavík; † 21. April 2019 ebenda) war ein isländischer Schwimmer.

## Werdegang
Sigurður Jónsson nahm bei den Olympischen Sommerspielen 1948 in London im Wettkampf über 200 m Brust teil. Er schied im Vorlauf aus. Ein Jahr zuvor konnte er als erster Isländer bei den Schwimmeuropameisterschaften 1947 ein Finale erreichen.
Beruflich war Sigurður Jónsson zunächst auf einem Trawler tätig, ehe er im Alter von 19 Jahren bei der Zollbehörde zu arbeiten begann. In Reykjavík war er als Musiker bekannt. Er spielte Mundharmonika, Schlagzeug und Klavier und trat mehrmals pro Woche auf.